# Attila Repka
Attila Repka (n. 10 ianuarie 1968, Miskolc, Ungaria) este un luptător ce a reprezentat Ungaria, medaliat olimpic. A participat la 3 ediții ale Jocurilor Olimpice (1988, 1992, 1996) în care a câștigat o medalie de aur.